# La Verdad, el Tiempo y la Historia
La Verdad, el Tiempo y la Historia (en français, « La Vérité, le Temps et l'Histoire ») ou España, el Tiempo y la Historia (« L'Espagne, le Temps et l'Histoire ») ou enfin Alegoría de la Constitución de 1812 (« Allégorie de la Constitution de 1812 » ou « Allégorie de la Constitution de Cadix ») est un tableau peint par Francisco de Goya.

## Datation

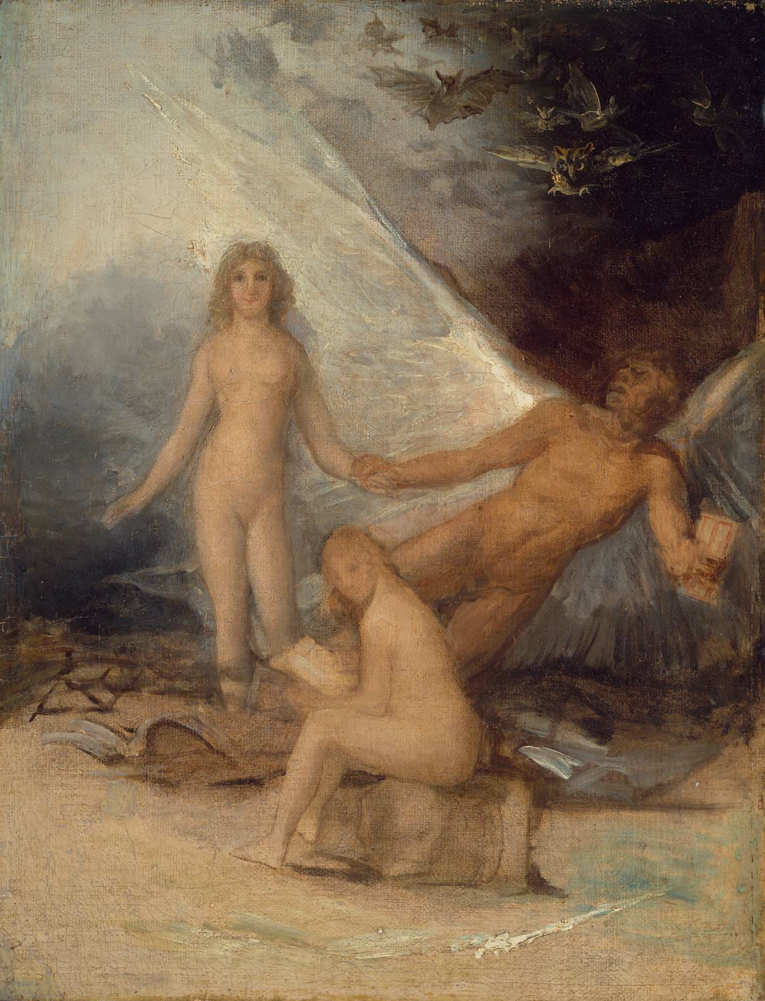
Esquisse du tableau, conservée au musée des Beaux-Arts de Boston.

La date de réalisation est incertaine : le Nationalmuseum de Stockholm, qui détient le tableau, le date d'entre 1804 et 1808.
L'esquisse du tableau, conservée au musée des Beaux-Arts de Boston, est datée d'environ 1797–1799 ou 1804, se basant notamment sur le catalogue raisonné de Pierre Gassier et Juliet Wilson-Bareau.
Nigel Glendinning date le tableau d'entre la date de réalisation de l'esquisse, 1797, et 1800, argumentant que le style du tableau correspond davantage à ses autres œuvres de cette période qu'à ceux de la guerre d'indépendance espagnole.
Enfin, la date de 1812 est parfois suggérée par son identification comme allégorie de la Constitution espagnole de 1812.

## Sujet
Il est l'une des deux allégories (avec Allégorie de la ville de Madrid) relatives aux progrès scientifiques et économiques qui pourraient avoir décoré la bibliothèque de la résidence du palais du gouvernement de Manuel Godoy, premier ministre sous le règne de Charles IV. Elle est aussi, avec l'autre allégorie ainsi que Jeune femme lisant une lettre et La Porteuse d'eau, l'une des « quatre étapes d'une transformation qui conduit d'une proclamation abstraite à une vérité concrète, absolument temporelle [...] icônes de l'heure historique. » Ces allégories de signification politique, se multiplient dans la France révolutionnaire et Goya, admiratif des Lumières et du libéralisme, cherche à transmettre ces idées au travers de ses œuvres.